# Osoriella
Osoriella es un género de arañas araneomorfas de la familia Anyphaenidae. Se encuentra en Sudamérica.

## Especies
Según The World Spider Catalog 12.0:
- Osoriella domingos Brescovit, 1998
- Osoriella pallidoemanu Mello-Leitão, 1926
- Osoriella rubella (Keyserling, 1891)
- Osoriella tahela Brescovit, 1998